# Alue Sentang (Manyak Payed)
Alue Sentang is een bestuurslaag in het regentschap Aceh Tamiang van de provincie Atjeh, Indonesië. Alue Sentang telt 637 inwoners (volkstelling 2010).